# Ključne riječi
Ključne riječi su jedna riječ ili skup riječi (fraza) za koje želimo biti pronađeni pri pretraživanju na internetu, one govore o sadržaju koji se na web stranici nalazi.
Ključne riječi su čvrsta veza između korisnika koji pretražuje i sadržaja na web stranici. Korištenjem ključnih riječi koje su relevantne za vaše poslovanje povećat ćete broj prikazivanja na stranici s rezultatima (engl. Search Engine Result Page). Ključne riječi su izuzetno važne u SEO optimizaciji.
Ključne riječi za SEO optimizaciju koristite u naslovnim oznakama, meta opisu, URL, H naslovima, ALT tagovima i sadržaju na web stranici.
Disclaimer: Korištenjem ključnih riječi u meta opisima neće direktno utjecati na pozicioniranje stranice na tražilicama, ali će pomoći u povećanju CTR. Nemojte pretjerati s količinom ključnih riječi u naslovnim oznakama, meta opisu, URL, H naslovima, ALT tagovima i sadržaju na web stranici.